# Melanolophia elegia
Melanolophia elegia là một loài bướm đêm trong họ Geometridae.